# 伊布拉希姆·佳森别科夫
伊布拉希姆·佳森别科维奇·佳森别科夫（俄語：Ибрагим Гасанбекович Гасанбеков，1969年10月25日—1999年7月3日），生于俄罗斯达吉斯坦共和国的哈萨维尤尔特，阿塞拜疆职业足球运动员。1999年在吉斯坦共和国首府马哈奇卡拉因驾车迎面撞上一辆卡玛兹卡车而早逝。

## 荣誉
- 俄罗斯足球甲级联赛 最佳射手: 30球 (1993年、一区); 33球(1996年、西区).